# Süddekor

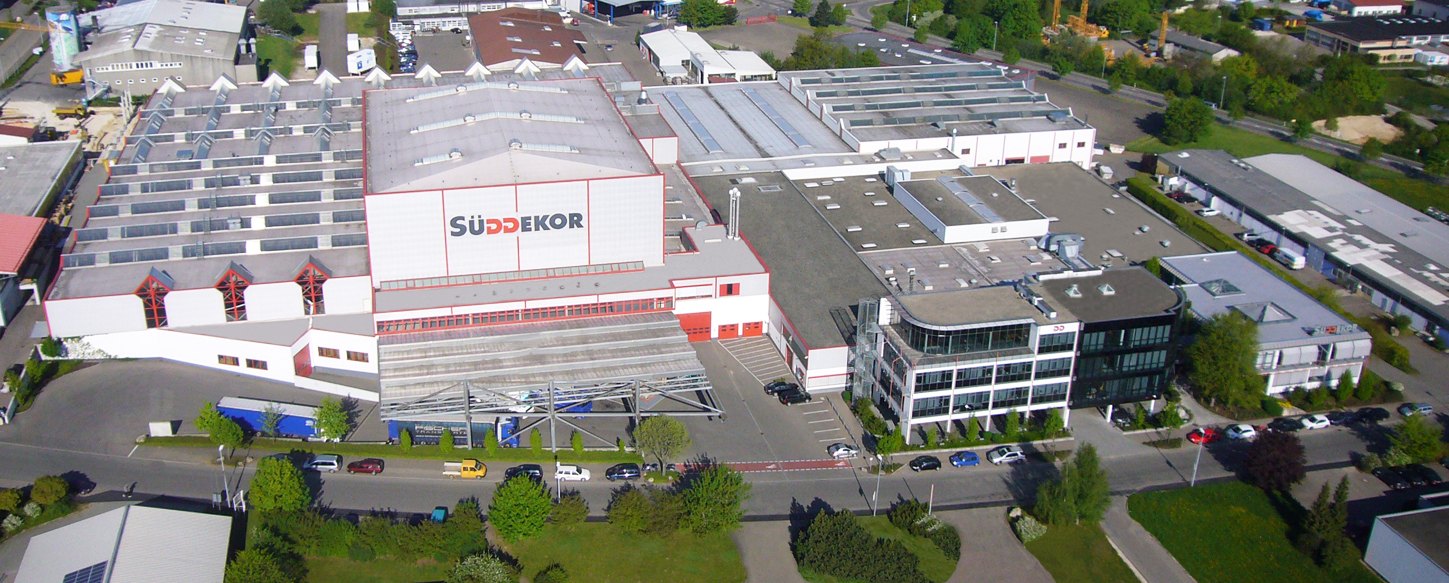
Süddekor Luftaufnahme

Die Süddekor GmbH war ein Hersteller von Dekorpapieren, Trennpapieren und Finishfolien für Möbel und Laminatfußböden mit Hauptsitz in Laichingen in Baden-Württemberg. Das Unternehmen ist Ende 2013, in der Surteco SE aufgegangen. Der Fokus der Süddekor GmbH lag auf der Herstellung dekorativer Oberflächen. Süddekor belieferte die nationale und internationale Holzwerkstoffindustrie. Surteco SE in Buttenwiesen ist ein führender, international tätiger Spezialist für Oberflächentechnologien.

## Das Unternehmen
Das Unternehmen gehörte zu den größten Dekorproduzenten für Möbel- und Fußbodenoberflächen in Deutschland. Neben zwei Werken in Laichingen wurden auch eine Druckerei und zwei Imprägnierwerke in den USA betrieben. Süddekor produzierte Dekorpapiere im Prinzip des Rotationstiefdrucks und stellte Finishfolien für dekorative Oberflächen her.

## Geschichte
1974: Gründung der SÜDDEKOR Druckerei GmbH & Co. KG in Laichingen, Deutschland
1995: Gründung der DAKOR Melamin Imprägnierungen GmbH in Heroldstatt, Deutschland
1998: Gründung von SÜDDEKOR Art in Willich, Deutschland
2000: Aufbau des ersten Werks in den USA, SÜDDEKOR LLC in Agawam
2004: Zusammenschluss der Unternehmen unter dem strategischen Dach der 2D Holding
2004: SÜDDEKOR Werk II in Laichingen wird fertiggestellt
2004: Ein zweites Werk in den USA entsteht: SÜDDEKOR LLC in East Longmeadow
2008: Zukauf eines zweiten Imprägnierwerks in Biscoe, USA
2008: Übernahme der Geschäftstätigkeit der Württembergischen Kunststoffplattenwerke GmbH & Co. KG (WKP) mit 110 Mitarbeitern und einem geschätzten Umsatz von 30 Millionen Euro (Geschäftsjahr 2008); Integration der Nanolacktechnologie und des Produktbereichs Trennpapier
2010: Verlagerung der Produktion mit allen Beschäftigten der WKP von Unterensingen nach Laichingen
2013: Übernahme der Süddekor-Gruppe durch die börsennotierte Surteco SE zum Kaufpreis von 99 Mio. €
2014: Zusammenlegung des Vertriebs mit Surteco
2014–2016: Verlagerung des Dekordrucks von Laichingen in das 100 Kilometer entfernte Surteco-Werk Buttenwiesen; Stellenabbau

## Süddekor-Gruppe in Zahlen
Historischen Zahlen vor 2013 beziehen sich auf die ehemalige 2D-Holding, zu der neben Süddekor auch die Unternehmen Dakor und Addis gehörten, das Tochterunternehmen Süddekor Art sowie Gesellschaften in den USA und Russland. Alle diese Unternehmensteile wurden 2013 von Surteco übernommen.

### 2009

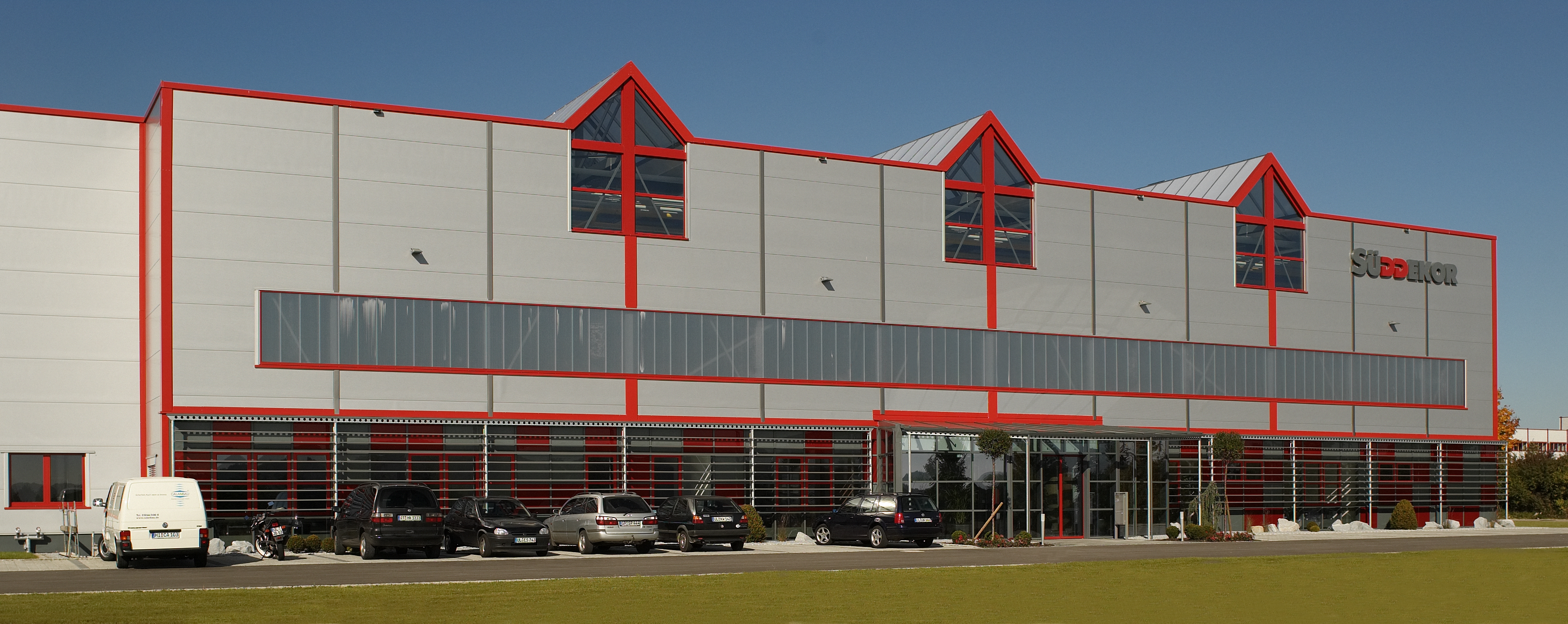
Süddekor Werk II

Umsatz: ca. 230 Millionen Euro
Mitarbeiter: ca. 750 weltweit
Maschinen: 13 Tiefdruckmaschinen, 4 Lackierstraßen, 10 Labordruckmaschinen, 4 Gravurmaschinen, 11 Imprägnierkanäle
Produktion: ca. 40.000 Tonnen p. a., ca. 110 Mio. m² Folie p. a., ca. 220 Mio. m² Imprägnierung p. a.
Standorte: 6
Dekorentwicklungen: ca. 100

### 2010
Umsatz 2010: ca. 240 Millionen
Mitarbeiter: ca. 780 weltweit
Maschinen: 13 Tiefdruckmaschinen, 4 Lackierstraßen, 10 Labordruckmaschinen, 4 Gravurmaschinen, 11 Imprägnierkanäle
Produktion: ca. 40.000 Tonnen p. a., ca. 110 Mio. m² Folie p. a., ca. 220 Mio. m² Imprägnierung p. a.
Standorte: 6
Dekorentwicklungen pro Jahr: ca. 100

### 2012
Umsatz: ca. 240 Millionen
Mitarbeiter: ca. 770 weltweit

## Angebotsbereiche

### Dekore
- Holzdekore
- Steindekore
- Fantasiedekore

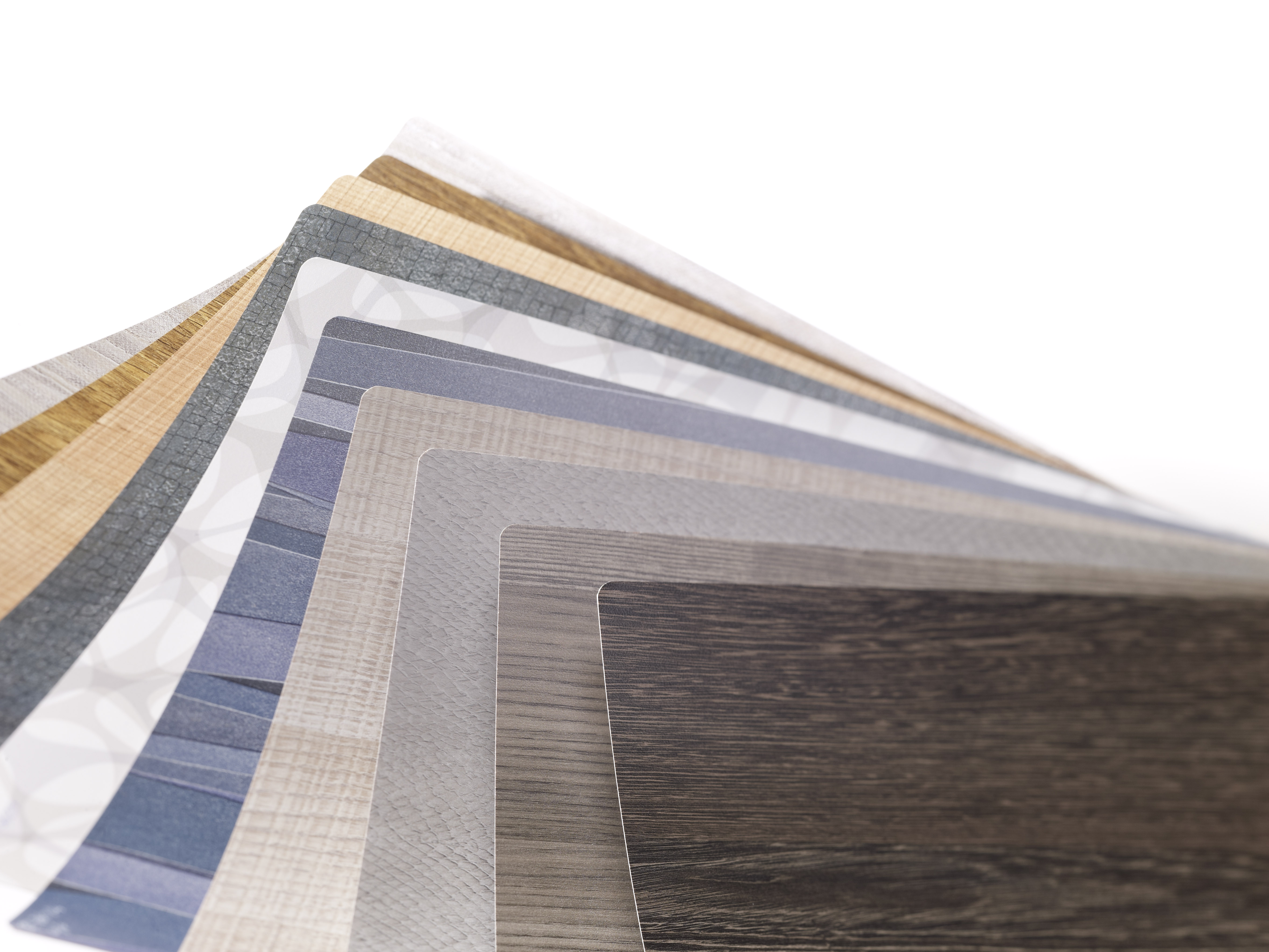
Süddekor Materialbeispiele

- Einsatzbereiche: Flächen- oder Fußbodendekore

### Finish Folien
- D.Fin®

### Imprägnate
- D.Film®

### Trennpapiere
- D.Release®

## Messen
- Interzum (Köln, Deutschland)
- ZOW (Istanbul, Türkei)
- Sicam (Pordenone, Italien)